# Futebol na Samoa Americana
O futebol na Samoa Americana (território não-incorporado aos Estados Unidos) é administrado pela Federação de Futebol da Samoa Americana (FFSA), fundada em 1984 e admitida como membro da OFC e da FIFA em 1998. 

## Futebol internacional
O primeiro jogo da Seleção da Samoa Americana foi em agosto de 1983 (um ano antes da fundação da FFSA), num amistoso não-oficial contra Samoa Ocidental, em Apia, com vitória da seleção mandante por 3 a 1. Pouco depois, a primeira vitória: 3 a 0 sobre Wallis e Futuna (que não é integrante da FIFA nem da OFC), também na capital samoana.
A primeira partida oficial como membro da FIFA, em setembro de 1998, foi contra Tonga, que venceu por 3 a 0 (o jogo foi realizado em Rarotonga, nas Ilhas Cook). Esta foi, até 2011, a única vitória da Samoa Americana na história, quando os Garotos do Território derrotaram Tonga por 2 a 1, pela primeira fase das eliminatórias oceânicas da Copa de 2014 - Ramin Ott e Shalom Luani fizeram os gols samoano-americanos, encerrando uma sequência de 30 derrotas consecutivas. Mesmo com a evolução (chegou a ocupar a 164ª posição no ranking da FIFA, em 2015), é ainda considerada uma das piores seleções do futebol mundial, principalmente devido à sua pequena população e também pela concorrência com o futebol americano, o basquete e o beisebol. 
O resultado mais conhecido foi a histórica derrota por 31 a 0 para a Austrália (que até então era filiada à OFC), pelas eliminatórias da Copa de 2002, em abril de 2001 - é, até hoje, a maior goleada em jogos oficiais entre seleções filiadas à FIFA. O goleiro Nicky Salapu, que evitou um placar mais elástico, é o recordista de partidas pela Samoa Americana (22 jogos desde 2001).

## Clubes de futebol
O Campeonato Nacional de Futebol de Samoa Americana é o único campeonato de futebol realizado no território, sendo disputado pela primeira vez em 1976. O Pago Youth é o maior vencedor, com 8 troféus. A edição de 2009 foi cancelada em outubro do mesmo ano, devido ao terremoto e do tsunami que atingiram o arquipélago samoano.

## Estádios
A Seleção Samoana-Americana e os clubes do território utilizam o Pago Park Soccer Stadium (capacidade para abrigar 2.000 torcedores) e o Veterans Memorial Stadium (5.000 lugares), ambos na capital, Pago Pago. 